# Jean-Philippe Patrice
Jean-Philippe Patrice (Marsiglia, 12 marzo 1997) è uno schermidore francese, specialista della sciabola.

## Biografia
Ha un fratello minore, Sébastien, anch'egli sciabolatore. È il marito della fiorettista italiana Erica Cipressa.

## Carriera
Nel 2024 ha vinto la medaglia di bronzo nella sciabola a squadre alle Olimpiadi di Parigi, assieme a Boladé Apithy, Maxime Pianfetti e al fratello Sébastien, sconfiggendo per 45-25 l'Iran. Nel 2025 si è laureato vicecampione del mondo nella prova individuale ai Mondiali di Tbilisi, perdendo la finale contro Sandro Bazadze per 15-9.

## Palmarès
- Giochi olimpici

Parigi 2024: bronzo nella sciabola a squadre.
- Mondiali

Tbilisi 2025: argento nella sciabola individuale.
- Europei

Genova 2025: bronzo nella sciabola individuale.
Basilea 2024: bronzo nella sciabola individuale.
- Giochi mondiali universitari

Napoli 2019: bronzo nella sciabola a squadre.
- Europei Under-23

Erevan 2018: argento nella sciabola a squadre.
Minsk 2017: bronzo nella sciabola a squadre.
- Europei juniores

Plovdiv 2017: bronzo nella sciabola a squadre.